# Cappotto di legno
Cappotto di legno è un film di gangster del 1981 scritto e diretto da Gianni Manera.

## Trama
Dopo lo sgarro subito da un boss mafioso, Don Vincenzo Talascio induce i figli Tony e Carmine a vendicare l'offesa e inizia una nuova guerra che porta i suoi figli a compiere la loro missione e pagare di persona colpe maggiori da parte di un potere occulto e sovrano.

## Curiosità
- Iniziato a girare già nel settembre del 1975[1], il film è stato interrotto e ripreso più volte (sono infatti accreditati ben quattro diversi direttori della fotografia). Ottenne un regolare visto censura solamente nel novembre del 1981.
- Nel film appaiono i fratelli Manera (Gianni ed Enrico, quest'ultimo celato sotto il suo abituale pseudonimo Joseph Logan), la moglie di Gianni Manera Maria Pia Liotta, (accreditata come Maria Pia Le Mans) e la figlia Alma Manera, nel ruolo di una nipotina di Don Talascio.
- Il film è inedito in dvd, ma ha avuto almeno tre diverse edizioni in vhs: per la CVR, per la General Video ed in tempi più recenti anche per la Cecchi Gori.[2]